# فوزي إبراهيم
 فوزي إبراهيم العسك، (1953-) لاعب نادي كاظمة ومنتخب الكويت الوطني والعسكري ومقدم برامج ، وقد حقق مع نادي كاظمة كأس الأمير ، وسجل هدف في نهائي كأس الأمير 1981/1982.

## بداياته
بدأ حياته الرياضية عام 1962 كلاعب لكرة السلة في أحد مراكز الشباب القريبة من منزل والده ، ثم تحول الي لعبة الكارتيه التي لم تسهويه طويلا ، حتي إستقر به الحال ودخل عالم كرة القدم من بوابة النادي العربي الكويتي في عام 1963 ، الي أن تم إختياره وإنتقاله الي نادي كاظمة عام 1969 حيث لعب اول مباراة ضد النادي العربي موسم 1970 - 1971 ، واستقر في نادي كاظمة حتي إعتزاله وقد لعب معهم 204 مباراة ، وقد حقق مع ناديه كأس الأمير مرتين ، ووصل الي النهائى خمس مرات ، ثم اعتزل كرة القدم كلاعب لينتقل الي عالم التدريب حيث اصبح مساعد مدرب نادي كاظمة ثم مدربا رسميا للنادي وهو حاصل علي شهادة تدريب من ( مستوي الاحتراف) عام 2005 ، كم أعتمد كمحاضر من الاتحاد الاسيوي.

## المسيرة التدريبية
درب نادي خيطان في موسم 1988/1989، وعاد إلى تدريبهم مرة أخرى في عام 1991 وحتى عام 1994، وقد درب نادي العربي الكويتي في موسم 1996/1997 ، وفي عام 2000 إلى تدريب نادي خيطان، وقد درب نادي كاظمة في موسم 2001/2002، وقد درب نادي التضامن الكويتي في موسم 2002/2003، ودرب نادي النصر الكويتي في موسم 2005/2006، ودرب منتخب الكويت الأولمبي لكرة القدم في عام 2008، وفي 3 يوليو 2008 أعلن نادي خيطان عن تعاقده مع المدرب لمدة موسمين، وقال بأنه هدفه هو بناء فريق قادر على المنافسة.